# Орчув
Орчув (пол. Orczów) — село в Польщі, у гміні Лопушно Келецького повіту Свентокшиського воєводства.
Населення — 31 особа (2011).
У 1975-1998 роках село належало до Келецького воєводства.

## Демографія
Демографічна структура на день 31 березня 2011 року:
|          | Загалом | Допрацездатний вік | Працездатний вік | Постпрацездатний вік |
| -------- | ------- | ------------------ | ---------------- | -------------------- |
| Чоловіки | 18      | 4                  | 10               | 4                    |
| Жінки    | 13      | 0                  | 8                | 5                    |
| Разом    | 31      | 4                  | 18               | 9                    |